# Шамье, Даниэль
Даниэль Шамье (1565, в замке Ле-Мон близ Мокаса в Дофине — 17 октября 1621, Монтобан) — французский протестантский богослов, педагог, гугенот.

## Биография
Сын священника-гугенота. Учился в теологическая семинарии, основанной Жаном Кальвином (ныне Женевский университет). Около 1595 года занял пост своего отца и стал священником в Монтелимаре.
Играл видную роль среди гугенотов. Принимал деятельное участие в гугенотских политических съездах и церковных соборах; хлопотал об издании королём Генрихом IV Нантского эдикта и даже, по некоторым сведениям, участвовал в его составлении. В 1607 году добился учреждения в Монтелимаре гугенотского коллежа.
В 1612 году гугенотский синод назначил его пастором и профессором Духовной академии в Монтобане. В этой академии царили беспорядки, и Д. Шамье деятельно принялся за реорганизацию учебного дела, но в ходе Гугенотских восстаний был убит на крепостном валу при осаде Монтобана Людовиком XIII в 1621 году.
Его сочинения носят преимущественно полемический характер.

## Избранные публикации
- «Panstratiae catholicae sive controversiarum de religione adversus pontificios corpus» (Женева, 1626). * «Epistolae iesuiticae et ad eas respon iones» (Женева, 1599);
- «Actes de la conférence tenue à Nisme entre Daniel Chamier et Pierre Coton, jésuite» (Женева, 1601);
- «Corpus theologicum» (Женева, 1613) и др.
- Dispute de la vocation des ministres de l’Église réformée, La Rochelle 1589
- Epistolae jesuiticae, Genf 1599
- La Confusion des disputes papistes, Genf 1600
- Disputatio scholastico-theologica de aecumenico pontifice, Genf 1601
- La Honte de Babylone, Sedan 1612
- La Jésuitomanie, Montauban 1618
- Corpus theologicum seu Loci communes theologici, Genf 1653
- Journal du voyage de M. D. Chamier a Paris et a la cour de Henri IV. en 1607 (Hg. C. Read, Paris 1858)